# Вашингтон Уизардс
«Вашингтон Уизардс» (англ. Washington Wizards, Вашингтонские волшебники) — американский профессиональный баскетбольный клуб, базирующийся в Вашингтоне (округ Колумбия). Выступает в Юго-Восточном дивизионе Восточной конференции Национальной баскетбольной ассоциации (НБА). Домашние игры проводит в «Кэпитал Уан-арене». Команда была основана в 1961 году в Чикаго (штат Иллинойс) под названием «Чикаго Пэкерс», но уже год спустя сменила название на «Чикаго Зефирс». В 1963 году клуб переехал в Балтимор (штат Мэриленд) и был переименован в «Балтимор Буллетс», а в 1973 году в Лэндовер (штат Мэриленд), где вначале выступал под названием «Кэпитал Буллетс», а затем — «Вашингтон Буллетс». В 1978 году «Буллетс» завоевали свой первый и единственный в истории титул чемпионов НБА. В 1997 году клуб сменил название на «Вашингтон Уизардс», под которым и выступает по настоящее время. За свою истории «Уизардс» 23 раза выходили в игры плей-офф, шесть раз становились победителями дивизиона, четыре раза победителями конференции и завоевали один титул чемпионов НБА.

## История

### Создание команды
Команда, которая сейчас известна как «Вашингтон Уизардс», была создана в 1961 году и первоначально называлась «Чикаго Пэкерс». Команда обязана своим появлением первому расширению НБА. В следующем году клуб сменил название на «Чикаго Зефирс». В 1963 году клуб переехал в Балтимор, штат Мэриленд и стал называться «Балтимор Буллетс», как и ранее существовавший в 1940-50-е гг. клуб, также располагавшийся в Балтиморе. Домашние матчи проводил на «Балтимор-Арене». В первом сезоне клуб финишировал четвёртым из пяти команд Западного дивизиона.
Перед началом сезона 1964/65 клуб осуществил масштабную сделку: в «Детройт Пистонс» отправились Терри Дишингер, Род Торн и Дон Коджис, а к команде присоединились Бейли Хауэлл, Дон Ол, Боб Ферри и Уоли Джонс. Сделка себя оправдала, Хауэлл показал себя как очень разносторонний и быстрый игрок, который помог команде впервые в истории попасть в плей-офф. В первом раунде плей-офф команда обыграла «Сент-Луис Хокс» со счётом в серии 3—1 и попала в Финал Западной конференции. В шестиматчевой серии против «Лос-Анджелес Лейкерс» клуб в итоге уступил со счётом 4—2.

### 1967—1981: Эра Уэса Анселда
В конце 1960-х гг. «Буллетс» выбрали на драфтах двух будущих членов Зала славы НБА: на драфте 1967 года под общим вторым номером они выбрали Эрла Монро, а на драфте 1968 года также под вторым номером был выбран Уэс Анселд. Команда сразу же осуществила качественный рывок — от побед в сезоне 1967-68 до 57 побед в сезоне 1968-69. Анселд получил награды лучшему новичку сезона, а также стал Самым ценным игроком (MVP) сезона. В плей-офф команда попала с большими надеждами, однако уже в первом раунде уступила «Нью-Йорк Никс». В следующем сезоне команды вновь сошлись в первом раунде плей-офф, и хотя серия затянулась до семи матчей, вновь сильнее были «Никс».
В сезоне 1970–71 годов «Буллетс» завершили регулярный сезон с соотношением выигранных и проигранных матчей 42 к 40, а в плей-оффе снова встретились с «Никс», на этот раз уже в финале Восточной конференции. Капитан «Никс» Уиллис Рид получил травму в финале, и не получившие травм «Буллетс» воспользовались его отсутствием, в седьмой игре на Мэдисон-сквер-гарден в Нью-Йорке Гас Джонсон из «Буллетс» забил важнейшие очки в корзину в конце игры и помог победить своему клубу. «Буллетс» победили «Нью-Йорк Никс» 93-91 и прошли в свой первый финал НБА. Однако в финале их разгромили в четырёх играх «Милуоки Бакс» во главе с будущими членами Зала славы Каримом Абдул-Джаббаром (известным в 1971 году как Лью Алсиндор) и Оскаром Робертсоном. Даже после обмена Эрла Монро (в «Никс») и Гаса Джонсона (в «Санз»), «Буллетс» оставались претендентами на плей-офф на протяжении 1970-х годов. После менее впечатляющего сезона 1971–1972 «Балтимор» приобрёл Элвина Хейса из «Хьюстон Рокетс» и выбрал Кевина Портера в третьем раунде.
После неуверенного старта в сезоне 1972–1973, «Балтимор» набрал хорошую форму и завершил сезон с 52 победами и 30 поражениями, что помогло завоевать титул чемпиона Центрального дивизиона третий год подряд. «Пули» снова встретились с «Никс» в плей-офф НБА 1973 года, проиграв в серии из пяти игр «Нью-Йорку». В феврале 1973 года команда объявила о своём предстоящем переезде на 30 миль (50 км) к юго-западу в Кэпитал Центр в Ландовере, пригороде Вашингтона, и стала называться «Кэпитал Буллетс». После сезона 1973–1974 они изменили своё название на «Вашингтон Буллетс».

### Новое направление (2019—настоящее время)

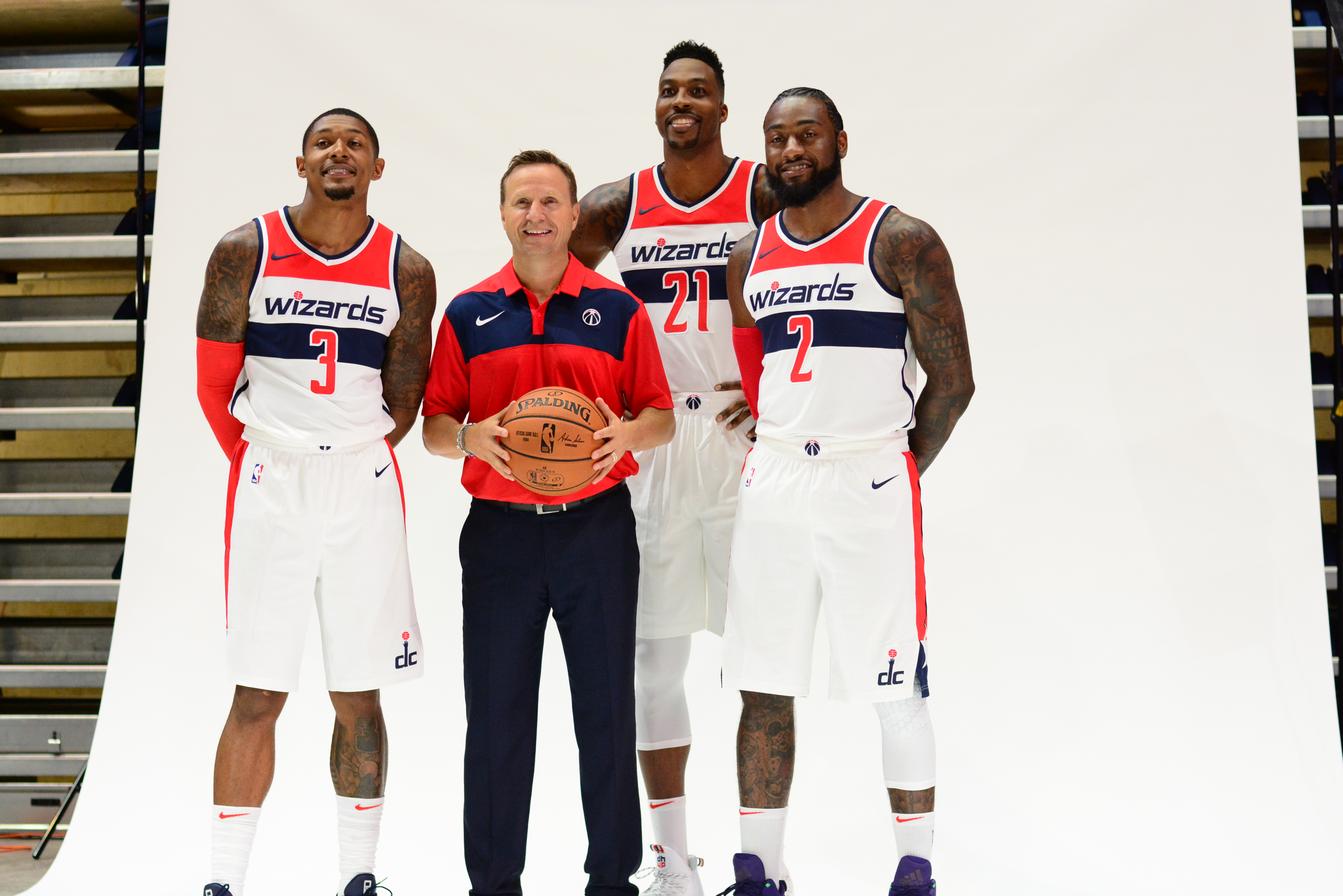
Слева направо: Брэдли Бил, Скотт Брукс, Дуайт Ховард и Джон Уолл (фото 2018 года). Бил (11 сезонов в команде) и Уолл (9 сезонов) были лидерами «Уизардс» на протяжении 2010-х годов

5 февраля 2019 года Джон Уолл получил травму, поскользнувшись в своём доме, пропустит 12-15 месяцев из-за разрыва ахиллова сухожилия. 7 февраля стало известно что «Вашингтон» договорился об обмене с «Чикаго Буллз». «Уизардс» отдадут форварда Отто Портера, а «Чикаго» взамен предоставит форварда Джабари Паркера и центрового Бобби Портиса. «Вашингтон» обменял форварда Маркиффа Морриса в «Нью-Орлеан Пеликанс» на свингмена Уэсли Джонсона, «Пеликанс» также получат пик 2-го раунда драфта-2023. 2 апреля отправили в отставку президента клуба Эрни Грюнфельда, временно исполнять обязанности руководителя по баскетбольным операциям будет Томми Шеппард. На драфте 2019 года был выбран в 1-м раунде под 9-м номером Руй Хатимура (первый японский профессиональный баскетболист в НБА). Также 27 июня произошёл переход: «Лейкерс» отправили Мориц Вагнера, Исаака Бонгу и Джемеррио Джонса в «Уизардс», столичный клуб также получил пик 2-го раунда 2020 года от калифорнийской команды. После приостановки сезона НБА 2019/2020 «Уизардс» были одной из 22 команд, приглашённых в пузырь НБА для участия в последних восьми матчах регулярного чемпионата, где «Уизардс» смогли выиграть только 1 матч против «Бостон Селтикс», также второй сезон подряд клуб не попал в плей-офф лиги.
На драфте НБА 2020 года «Уизардс» второй год подряд выбирал девятым, был выбран израильтянин Дени Авдия. После открытия рынка свободных агентов у «Вашингтона» одной из целей было переподписать латвийского форварда Дависа Бертанса, который перешёл в «Уизардс» в июле прошлого года в результате обмена из «Сан-Антонио Спёрс». Сезон-2020/21 в Национальной баскетбольной ассоциации должен стартовать 22 декабря.(В настоящее время время профсоюз игроков и лига ведут переговоры по дате старта сезона и склоняются к концу декабря.) Перед началом сезона «Вашингтон» и «Хьюстон Рокетс» договорились об условиях обмена, в результате которого разыгрывающий Расселл Уэстбрук стал игроком «Уизардс», а разыгрывающий Джон Уолл переехал в Техас («Вашингтон» отдаст пик первого раунда драфта-2023, который защищё топ-14. Если выбор не достанется «Хьюстону» в 2023-м, то на 2024-й распространяется защита с 1 по 12, в 2025-м – защита с 1 по 10, в 2026-м – защита с 1 по 8, затем пик превратится в два пика второго раунда в 2026 и 2027 году). Эта сделка воссоединила Уэстбрука с главным тренером «Уизардс» Скоттом Бруксом, который был тренером Уэстбрука в 2008—2015 годах, когда он играл за «Оклахома-Сити Тандер». По окончании сезона команда заняла 8 место в восточной конференции, завершив сезон с 34 победа и 38 поражениями, тем самым попав в раунд плей-ин. В первом своём матче Вашингтон встретился с Бостон Селтикс, которые по окончании сезона заняли 7 место, проиграли со счётом 118/100. Следующий матч решал кто попадёт в финальную часть. Вашингтон не оставил и следа от Индианы Пэйсерс со счётом 142/115 тем самым попав в плей-офф. В первом раунде команда встретилась с Филадельфией сиксерс где проиграла в 5 матчах со счётом 4-1.
16 июня 2021 года Скотт Брукс и Волшебники согласились расстаться после того, как не смогли договориться о новом контракте и стороны решили расстаться по обоюдному согласию. 17 июня Вашингтон» официально объявил о назначении Уэса Ансельда-младшего новым главным тренером команды(Его отец, знаменитый игрок и тренер Уэс Ансельд, руководил «Вашингтоном» с 1988 по 1994 год.). 6 августа 2021 года был произведён многосторонний обмен, в котором «Уизардс» получили от «Бруклина» Спенсера Динвидди и отправили вместе с Расселом Уэстбруком драфт-пики второго раунда драфтов-2024 и 2028 в «Лейкерс», клуб из Лос-Анджелеса отдали в «Вашингтон» Кайла Кузму, Кентавиуса Колдуэлла-Поупа, Монтреза Харрелла, а «Нетс» получили торговое исключение, драфт-пик 2 раунда 2024, опцию обмена драфт-пиками 2 раунда 2025. В сделке также участвовали «Индиана Пэйсерс» и «Сан-Антонио Спёрс». «Вашингтон» проводит один из лучших стартов сезона в истории клуба – 9 побед и 3 поражения. «Уизардс» лидируют в Восточной конференции после 12 матчей впервые с 2007 года. Это четвёртый раз в истории «Вашингтона», когда команда одержала 9 побед в первых 12 матчах сезона.
19 апреля 2023 года, после сезона 2022/23, в котором «Уизардс» не вышли в плей-офф, был уволен генеральный менеджер Томми Шеппард.

## Статистика

### Последние сезоны
СИ = Сыгранные игр В = Выигрыши, П = Проигрыши, П% = Процент выигранных матчей
| Сезон    | СИ | В    | П    | П%   | Плей-офф                                                    | Результаты                                                   |
| -------- | -- | ---- | ---- | ---- | ----------------------------------------------------------- | ------------------------------------------------------------ |
| 2011/12  | 66 | 20   | 46   | 30,3 | Не квалифицировались в плей-офф                             |                                                              |
| 2012/13  | 82 | 29   | 53   | 35,4 | Не квалифицировались в плей-офф                             |                                                              |
| 2013/14  | 82 | 44   | 38   | 53,7 | Выиграли в первом раунде Проиграли в полуфинале конференции | Чикаго Буллз (1—4) Вашингтон Индиана Пэйсерс (4—2) Вашингтон |
| 2014/15  | 82 | 46   | 36   | 56,1 | Выиграли в первом раунде Проиграли в полуфинале конференции | Вашингтон (4—0) Торонто Рэпторс Атланта Хокс (4—2) Вашингтон |
| 2015/16  | 82 | 41   | 41   | 50,0 | Не квалифицировались в плей-офф                             |                                                              |
| 2016/17  | 82 | 49   | 33   | 59,8 | Выиграли в первом раунде Проиграли в полуфинале конференции | Вашингтон (4—2) Атланта Хокс Вашингтон (3—4) Бостон Селтикс  |
| 2017/18  | 82 | 43   | 39   | 52,4 | Проиграли в первом раунде                                   | Вашингтон (2—4) Торонто Рэпторс                              |
| 2018/19  | 82 | 32   | 50   | 39,0 | Не квалифицировались в плей-офф                             |                                                              |
| 2019/20  | 73 | 25   | 47   | 34,7 | Не квалифицировались в плей-офф                             |                                                              |
| 2020/21  | 72 | 34   | 38   | 47.2 | Проиграли в первом раунде                                   | Вашингтон (1—4) Филадельфия 76                               |
| Всего    |    | 2153 | 2616 | 45,1 |                                                             |                                                              |
| Плей-офф |    | 89   | 124  | 41,8 | 1 титул                                                     | 1 титул                                                      |

## Состав
| \| Поз. \| № \| Гражд. \| Имя \| Рост \| Вес \| Откуда \| \| ---- \| -- \| ------------- \| ------------------ \| ------ \| ------ \| ------------------ \| \| Ф/Ц \| 00 \| Сербия ! \| Тристан Вукчевич \| 208 см \| 100 кг \| Сербия \| \| Ф \| 0 \| Франция ! \| Билаль Кулибали \| 203 см \| 88 кг \| Франция \| \| З \| 1 \| ! \| Колби Джонс \| 198 см \| 94 кг \| Ксавье \| \| Ф \| 4 \| ! \| Джейлен Мартин \| 198 см \| 98 кг \| FSUS (FL) \| \| З \| 5 \| ! \| Эй Джей Джонсон \| 196 см \| 73 кг \| SoCal Academy (CA) \| \| З \| 8 \| ! \| Карлтон Каррингтон \| 198 см \| 86 кг \| Питтсбург \| \| З/Ф \| 9 \| ! \| Джастин Шэмпени \| 198 см \| 93 кг \| Питтсбург \| \| З \| 13 \| ! \| Джордан Пул \| 193 см \| 88 кг \| Мичиган \| \| Ф \| 14 \| ! \| Саддик Бей \| 201 см \| 98 кг \| Вилланова \| \| З \| 15 \| ! \| Малкольм Брогдон \| 193 см \| 104 кг \| Виргиния \| \| Ф \| 16 \| ! \| Энтони Гилл \| 203 см \| 104 кг \| Виргиния \| \| Ф \| 18 \| Швейцария ! \| Кишон Джордж \| 203 см \| 91 кг \| Майами Флорида \| \| Ф/Ц \| 20 \| Франция ! \| Алекс Сарр \| 213 см \| 93 кг \| Франция \| \| Ф \| 21 \| Южный Судан ! \| Джей Ти Тор \| 206 см \| 92 кг \| Оберн \| \| Ф/Ц \| 22 \| ! \| Ришон Холмс \| 206 см \| 107 кг \| Боулинг Грин \| \| Ф \| 24 \| ! \| Кори Кисперт \| 198 см \| 102 кг \| Гонзага \| \| Ф \| 32 \| ! \| Крис Миддлтон \| 201 см \| 101 кг \| Техас A&M \| \| З \| 36 \| ! \| Маркус Смарт \| 191 см \| 100 кг \| Оклахома Стэйт \| | Главный тренер - Брайан Киф Ассистенты тренера - Алексис Аженса - Адам Капорн - Джей Джей Аутло - Брайан Рэндл - Ти Джей Соррентин - Дэвид Вантерпул Состав • Переходы Последнее изменение: 2 апреля 2025 года |               |                    |        |        |                    |
| Поз. | № | Гражд.        | Имя                | Рост   | Вес    | Откуда             |
| Ф/Ц | 00 | Сербия !      | Тристан Вукчевич   | 208 см | 100 кг | Сербия             |
| Ф | 0 | Франция !     | Билаль Кулибали    | 203 см | 88 кг  | Франция            |
| З | 1 | !             | Колби Джонс        | 198 см | 94 кг  | Ксавье             |
| Ф | 4 | !             | Джейлен Мартин     | 198 см | 98 кг  | FSUS (FL)          |
| З | 5 | !             | Эй Джей Джонсон    | 196 см | 73 кг  | SoCal Academy (CA) |
| З | 8 | !             | Карлтон Каррингтон | 198 см | 86 кг  | Питтсбург          |
| З/Ф | 9 | !             | Джастин Шэмпени    | 198 см | 93 кг  | Питтсбург          |
| З | 13 | !             | Джордан Пул        | 193 см | 88 кг  | Мичиган            |
| Ф | 14 | !             | Саддик Бей         | 201 см | 98 кг  | Вилланова          |
| З | 15 | !             | Малкольм Брогдон   | 193 см | 104 кг | Виргиния           |
| Ф | 16 | !             | Энтони Гилл        | 203 см | 104 кг | Виргиния           |
| Ф | 18 | Швейцария !   | Кишон Джордж       | 203 см | 91 кг  | Майами Флорида     |
| Ф/Ц | 20 | Франция !     | Алекс Сарр         | 213 см | 93 кг  | Франция            |
| Ф | 21 | Южный Судан ! | Джей Ти Тор        | 206 см | 92 кг  | Оберн              |
| Ф/Ц | 22 | !             | Ришон Холмс        | 206 см | 107 кг | Боулинг Грин       |
| Ф | 24 | !             | Кори Кисперт       | 198 см | 102 кг | Гонзага            |
| Ф | 32 | !             | Крис Миддлтон      | 201 см | 101 кг | Техас A&M          |
| З | 36 | !             | Маркус Смарт       | 191 см | 100 кг | Оклахома Стэйт     |

## Индивидуальные награды и достижения игроков
| Самый ценный игрок НБА - Уэс Анселд — 1969 Самый ценный игрок финала НБА - Уэс Анселд — 1978 Новичок года НБА - Уолт Беллами — 1962 - Терри Дишингер — 1963 - Эрл Монро — 1968 - Уэс Анселд — 1969 Самый прогрессирующий игрок НБА - Первис Эллисон — 1992 - Дон Маклин — 1994 - Георге Мурешан — 1996 Тренер года НБА - Джин Шу — 1969, 1982 Менеджер года НБА - Боб Ферри — 1979, 1982 | Первая сборная всех звёзд НБА - Эрл Монро — 1969 - Уэс Анселд — 1969 - Элвин Хейз — 1975, 1977, 1979 Вторая сборная всех звёзд НБА - Гас Джонсон — 1965, 1966, 1970, 1971 - Арчи Кларк — 1972 - Элвин Хейз — 1973, 1974, 1976 - Фил Ченье — 1975 - Боб Дэндридж — 1979 - Мозес Мэлоун — 1987 - Род Стрикленд — 1998 - Гилберт Аринас — 2007 Третья сборная всех звёзд НБА - Бернард Кинг — 1991 - Джуван Ховард — 1996 - Гилберт Аринас — 2005, 2006 Первая сборная всех звёзд защиты НБА - Гас Джонсон — 1970, 1971 - Боб Дэндридж — 1979 - Ларри Хьюз — 2005 Вторая сборная всех звёзд защиты НБА - Майк Риордан — 1973 - Элвин Хейз — 1975 - Мануте Бол — 1986 - Джон Уолл — 2015 | Первая сборная новичков НБА - Терри Дишингер — 1963 - Род Торн — 1964 - Гас Джонсон — 1964 - Уоли Джонс — 1965 - Джек Марин — 1967 - Эрл Монро — 1968 - Уэс Анселд — 1969 - Майк Дэвис — 1970 - Фил Ченьер — 1972 - Ник Уизерспун — 1974 - Митч Купчак — 1977 - Джефф Раленд — 1982 - Джефф Мэлоун — 1984 - Том Гуглиотта — 1993 - Джон Уолл — 2011 - Брэдли Бил — 2013 Вторая сборная новичков НБА - Ларри Стюарт — 1992 - Джуван Ховард — 1995 - Рашид Уоллес — 1996 - Кортни Александр — 2001 - Джарвис Хейз — 2004 - Руи Хатимура — 2020 |